# Luchino Franciosa
Luchino Franciosa (Melfi, 1887 – Roma, 1983) è stato uno scrittore e geografo italiano.

## Biografia
Professore universitario di geografia, ha insegnato geografia politica ed economica presso le facoltà Scienze Politiche ed Economia e Commercio, prima a Bari, poi a Napoli e infine a Roma, dove è morto dopo avervi abitato stabilmente dal 1965.
È stato autore di numerosi articoli, pubblicati su riviste specializzate, come Il Giornale di Agricoltura della Domenica o L'Industria Meridionale, e di diversi volumi su argomenti a carattere geografico-economico. Ha collaborato inoltre con la prima edizione dell'Enciclopedia Treccani che venne pubblicata tra il 1929 e il 1937.
Negli ultimi anni della sua vita ha messo per iscritto la sua autobiografia e il racconto I Dieci Fratelli che è stato trascritto, riadattato e pubblicato nel 2015 da un suo pronipote, Francesco Giordani. Il libro parla di una famiglia del XIX secolo vissuta a Melfi, in Basilicata, e racconta le vicissitudini affettive, sentimentali, lavorative e sull'impegno per l'Unità d'Italia dei suoi componenti.

## Opere

### Saggi (parziale)
- Basilicata, Libreria internazionale F.lli Treves Dell'Ali, Roma, 1930
- Santa Maria Capua Vetere, Roma, 1936
- Abruzzi e Molise, Libreria internazionale Treves Dell'Ali, Roma, 1932
- L'olivo nella economia italiana, Roma, 1940
- La casa rurale in Lucania, Roma, 1942
- Il Cilento, Salerno, 1950
- La transumanza nell'Appennino centro-meridionale, Napoli, 1951
- L'Africa e i continenti australi, Istituto italiano per l'Africa, Roma, 1954
- Aspetti antropogeografici del Gargano, Istituto Geografico Militare, Firenze, 1956
- Olio: caratteri e fabbisogni della olivicoltura meridionale, Cassa per il Mezzogiorno, Roma, 1961

### Romanzi
- I Dieci Fratelli, responsabile della pubblicazione Francesco Giordani, Roma, Gruppo Editoriale L'Espresso, 2015
- La mia lunga vita tra il molto lavorare e il non poco amare, autobiografia a cura di Francesco Giordani, 2020

| Controllo di autorità | VIAF (EN) 197075992 · SBN TO0V025260 · BAV 495/351544 · BNF (FR) cb11145364k (data) · CONOR.SI (SL) 261734755 |